# Emil Ergo
Emile Victor (Emil) Ergo (Zelzate, 20 augustus 1853 – Berchem, 11 oktober 1922) was een Belgisch muziektheoreticus, docent en componist.
Hij was zoon van Eugenius Ergo (facteur bij burgervoorzieningen) en Hortence Virginie van de Cotte.
Hij bekwaamde zich in het bespelen van viool en koperen blaasinstrumenten. In 1872 vertrok het gezin naar Terneuzen, waar hij verder leerde, maar dan op de piano. Hij studeerde daar echter ook allerlei Europese talen. In 1884 keerde hij terug naar België, in dit geval naar Antwerpen waar hij muziekonderwijzer werd. In die wereld maakte hij kennis met Peter Benoit en Ergo kon aan diens Koninklijk Conservatorium Antwerpen, dan nog Muziekschool, compositieleer studeren. Daarnaast was hij directeur van liedertafel Antwerpia (1898-1900) en Rubenskring (1900-1930). In 1907 was hij muziekdocent aan Institut des hautes etudes musicales van Thiebaut.
Hij droeg bij aan verhandelingen van Hugo Riemann (Musikalische Dynamik und Agogik), Georg Friedrich Fuchs (Die Zukunft und die Freigeit des musikalischen Vortrages). Ook leverde hij bijdragen aan de Nederlandse muziekblad Caecilia en Muziekcollege , het Fransetalige Le guide musical. Hij gaf ook lezingen, zo stond hij in 1897 in het Odeon op uitnodiging van De Nieuwe Muziekhandel uit de Amsterdamse Leidsestraat.
Verhandelingen:
- Eene ingrijpende hervorming op musikaal gebied (1887);
- Muziek dictaat (1890);
- Le dualisme harmonique (1891);
- Leerboek voor het contrapunt naar de concentriesche Methode (1897);
- Themaboek vor contrapunt en driestemmige harmonieoefeningen (1897);
- Verhandeling over de sequenzen ov harmonische progressies, Elementar-muziekleer (1903);
- Leerboek voor het muzicklezen a prima vista (1906);
- Dans les propylées de l'instrumentation (1908);
- L'acte final de la tragicomédie musicale, les aveugles réformateurs (1914);
- Über Riachard Wagner Harmonik und Melodik (1914, van 1907 tot 1912 verschenen in Bayreuther Blätter).

Hij schreef meerdere composities waarvan slechts weinig in druk verscheen. Enig bekend werk in de 21e eeuw is zijn Hulde aan de nijverheid, een cantate, die 1902 in Antwerpen te horen was.
- Gemeinsame Normdatei: 116531738
- International Standard Name Identifier: 0000 0000 1017 5278
- MusicBrainz: fb6fbc07-287f-4730-8ed9-9fc1c458334e
- Nederlandse Thesaurus van Auteursnamen: 072488697
- Virtual International Authority File: 49979177
- WorldCat: E39PBJmDhYdrVF8gBw46rXwjYP